# Cassephyra albifrons
Cassephyra albifrons là một loài bướm đêm trong họ Geometridae.